# قارامای
قارامای (به زبان اویغوری: قاراماي رايونى)(به چینی: 克拉玛依区، به پین‌یین: Kèlāmǎyī Qū) شهر و منطقهٔ شهری تابع «شهر در سطح ولایت قارامای» در منطقه خودمختار سین‌کیانگ اویغور در چین است. منطقهٔ شهری قارامای ۳٬۸۳۴ کیلومتر مربع مساحت و ۳۳۷٬۱۸۸ نفر جمعیت دارد. حدود ۶۹٪ جمعیت «شهر در سطح ولایت قارامای» ساکن این منطقهٔ شهری می باشند.
شهر قارامای از ثروتمندترین شهرهای چین می‌باشد. نام این شهر، به زبان اویغوری به معنی «نفت سیاه» می باشد. این نام اشاره به میدان‌های استخراج نفت اطراف شهر دارد.
در سال ‍۱۹۹۴ میلادی، شهر قارامای شاهد یکی از وخیم‌ترین و جنجال برانگیزترین سوانح انسانی تاریخ معاصر در چین بود. در آتش سوزی در یک سالن تئاتر در این شهر، ۳۲۵ نفر، منجمله ۲۸۸ دانش آموز تلف شدند. جنجال این آتش‌سوزی به این دلیل بود که در زمان تخلیهٔ سالن تئاتر، به دانش آموزان گفته شد که تا تخلیهٔ مقامات رسمی میهمان، در جای خویش باقی بمانند. در جامعه و رسانه‌های چین، این واقعه جنجال سیاسی بر انگیخت و به جامعه این حس و پیغام را رساند که در مواقع بحران، مقامات دولتی بر مردم عادی اولویت دارند.

## جغرافیا
شهر قارامای ۳۰۰ کیلومتری شمال‌غرب مرکز سین‌کیانگ، شهر اورومچی قرار دارد. همچنین فاصلهٔ این منطقه شهری تا منطقه مایتاغ/دوشانزی در منتهی علیه جنوبی «شهر در سطح ولایت» قارامای حدود ۱۵۰ کیلومتر است.
شهر قارامای از طریق آزادراه، با شهر آلتای در شمال، با کویتون و مایتاغ/دوشانزی در جنوب، مرز قزاقستان در شمال‌غرب و شهر اورومچی در جنوب‌شرق ارتباط دارد.

## جمعیت
| ترکیب قومیتی منطقه قارامای | ترکیب قومیتی منطقه قارامای | ترکیب قومیتی منطقه قارامای | ترکیب قومیتی منطقه قارامای | ترکیب قومیتی منطقه قارامای |
| -------------------------- | -------------------------- | -------------------------- | -------------------------- | -------------------------- |
| قومیت                      | قومیت                      |                            | درصد                       | درصد                       |
| هان                        | هان                        |                            | ۷۵٫۸٪                      | ۷۵٫۸٪                      |
| اویغور                     | اویغور                     |                            | ۱۴٫۷٪                      | ۱۴٫۷٪                      |
| قزاق                       | قزاق                       |                            | ۴٫۰٪                       | ۴٫۰٪                       |
| هوئی                       | هوئی                       |                            | ۲٫۵٪                       | ۲٫۵٪                       |
| مغول                       | مغول                       |                            | ۰٫۸٪                       | ۰٫۸٪                       |
| منجو                       | منجو                       |                            | ۰٫۵٪                       | ۰٫۵٪                       |
| شیبه                       | شیبه                       |                            | ۰٫۴٪                       | ۰٫۴٪                       |
| روس                        | روس                        |                            | ۰٫۲٪                       | ۰٫۲٪                       |
| ازبک                       | ازبک                       |                            | ۰٫۱٪                       | ۰٫۱٪                       |
| داغور                      | داغور                      |                            | ۰٫۱٪                       | ۰٫۱٪                       |
| قرقیز                      | قرقیز                      |                            | ۰٫۱٪                       | ۰٫۱٪                       |
| سایر                       | سایر                       |                            | ۰٫۸٪                       | ۰٫۸٪                       |
| منبع سرشماری جمعیت :       |                            |                            |                            |                            |